# Vanja Orico
Vanja Orico (Rio de Janeiro, 15 de novembro de 1931 — Rio de Janeiro, 28 de janeiro de 2015), foi uma cantora, atriz e cineasta brasileira.
Surgiu no cenário artístico cantando Mulher rendeira, tema do filme "O Cangaceiro" (1953), de Lima Barreto, mas começou sua carreira cantando no filme "Mulheres e Luzes", em 1950, uma produção do cineasta Federico Fellini, quando estava na Itália estudando música. De volta ao Brasil, fez sua estréia no cinema brasileiro no clássico O cangaceiro, premiado no Festival de Cannes e sucesso no mundo inteiro, o que rendeu a ela o reconhecimento internacional, fazendo apresentações na Europa, na África, no Caribe e nos Estados Unidos. Gravou discos na França e foi recordista de vendas no Brasil. Foi capa das principais revistas da época.
Uma marca forte da sua trajetória no cinema é sua presença em vários filmes do Ciclo do Cangaço, do qual é uma das musas. Além do citado O cangaceiro, também participou de Lampião, o rei do cangaço (1964), Cangaceiros de Lampião (1967) e Jesuíno Brilhante, o cangaceiro (1972).
Paralelamente aos trabalhos como atriz (também atuou em Independência ou Morte, de 1972, no papel da Baronesa de Goytacazes, e de Ele, o boto, em 1987), Vanja Orico desenvolveu importante carreira de cantora, com apresentações em várias partes do mundo. Em 1973 dirigiu o filme O segredo da rosa.
Era filha do diplomata e escritor Osvaldo Orico e mãe do cineasta Adolfo Rosenthal, fruto de seu casamento com o ator André Rosenthal.
Nos últimos anos, sofria do mal de Alzheimer. Morreu em 2015, no Rio de Janeiro, de câncer de intestino. Seu sepultamento aconteceu no Cemitério de São João Batista, zona sul da cidade.

## Filmografia

### Cinema
| Ano  | Título                               | Personagem             |
| ---- | ------------------------------------ | ---------------------- |
| 1950 | Luci del varietà                     | Moema - cigana cantora |
| 1953 | O Cangaceiro                         | Maria Clódia           |
| 1954 | Paixão nas Selvas                    | Conchita               |
| 1955 | Die Windrose                         | Ana                    |
| 1957 | S.O.S Noronha                        | Vanja                  |
| 1957 | Paris Music Hall                     | Cantora                |
| 1959 | Yalis,la vergine del roncador        | A bailarina            |
| 1963 | Lampião, O Rei do Cangaço            | Maria Bonita           |
| 1964 | Os Mendigos                          | Moça do reformatório   |
| 1965 | Arrastão                             | [ 4 ]                  |
| 1966 | O Santo Milagroso                    | Terezinha              |
| 1967 | Cangaceiros de Lampião               | Mariana                |
| 1970 | Em Ritmo Jovem                       | Nair                   |
| 1972 | Independência ou Morte               | Baronesa de Goytacazes |
| 1972 | Jesuíno Brilhante, o cangaceiro      | Maria de Góes          |
| 1974 | O Segredo da Rosa                    | Severina               |
| 1974 | O Leão do Norte                      | Aninha                 |
| 1979 | O Caçador de Esmeraldas              | Dançarina              |
| 1981 | Chick Fowle, o Faixa Preta do Cinema | Ela mesma              |
| 1987 | Ele, o Boto                          | Maria                  |
| 1989 | A Paz é Dourada                      |                        |
| 1994 | A Terceira Margem do Rio             | Doutora                |

### Televisão
| Ano  | Título              | Personagem |
| ---- | ------------------- | ---------- |
| 1967 | O Tempo e o Vento   | —          |
| 1991 | O Farol             | Bá         |
| 2011 | O Crime e o Burguês | Velha      |